# Outside (film fra 2005)
 For alternative betydninger, se Outside. (Se også artikler, som begynder med Outside)
Outside er en dansk eksperimentalfilm fra 2005, der er skrevet og instrueret af Kassandra Wellendorf. Filmen er den tredje del af trilogien Mismeetings, der også omfatter Close fra 2002 og Invisible fra 2004.

## Handling
Filmen er en visuel fabulering over turistens møde med Islands storslåede natur. Wellendorf arbejder i sammenstødet mellem det private og det offentlige og bruger i sit billedsprog ydre tegn i kropssproget til at visualisere indre konflikter. Med en høj visuel sanselighed stiller hun skarpt på hverdagens akavede øjeblikke - øjeblikke, der ellers er usynlige for det travle øje.